# Peter C. Bloth
Peter C. Bloth (* 11. Juni 1931 in Verchen, Pommern; † 1. September 2012 in Berlin) war ein deutscher evangelischer Theologe.

## Leben

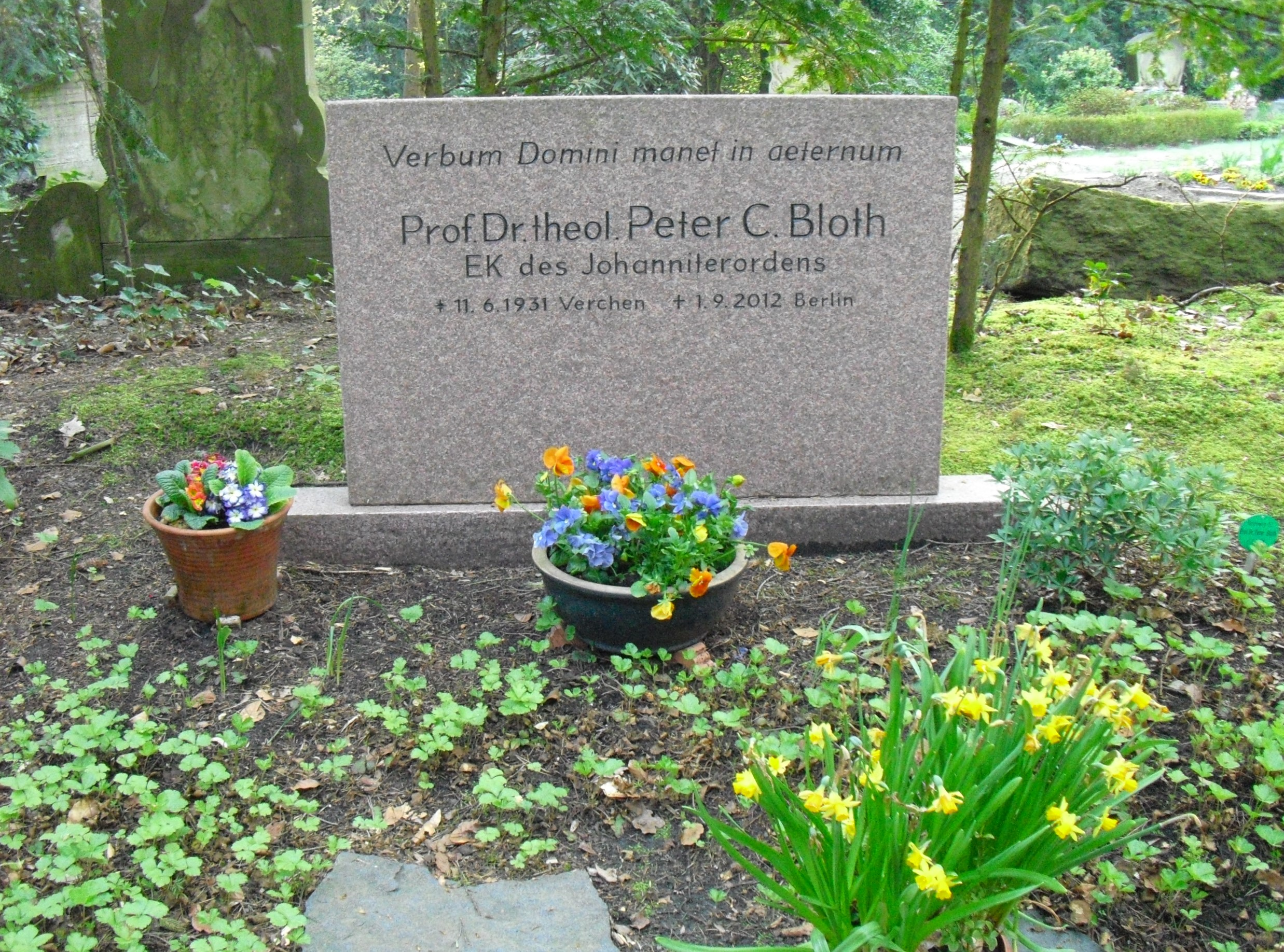
Peter C. Bloths Grabstein auf dem Parkfriedhof Lichterfelde

Bloth war ein Sohn des Theologen und Historikers Hugo Gotthard Bloth. Er studierte nach dem Abitur, das er am Staatlichen Humanistischen Gymnasium  in Minden/Westfalen im Jahre 1951 abgelegt hatte, Evangelische Theologie und Germanistik in Mainz, Erlangen und Münster. Während dieser Zeit wurde er Mitglied der christlichen Studentenverbindungen Mainzer  und Erlanger Wingolf. Er wurde mit einer Arbeit über den Bremer Schulstreit promoviert.
In den Jahren 1964 bis 1967 habilitierte sich Bloth in der Praktischen Theologie an der neugegründeten Ruhr-Universität Bochum mit dem Thema: „Religion in den Schulen Preußens“. In Bochum war er sodann auch als Privatdozent und Bergarbeiterpfarrer tätig. Im Jahre 1971 wurde er zum ordentlichen Professor an der Kirchlichen Hochschule Berlin berufen. Insgesamt dreimal wurde er zum Rektor der Kirchlichen Hochschule gewählt. Im Jahre 1993 erhielt er einen Lehrstuhl für Praktische Theologie an der Humboldt-Universität und wurde dortiger Universitätsprediger.
Nach seiner Emeritierung wurde er Gastdozent an der Universität Tartu (Estland).
Bloth war Mitglied der Synoden in Berlin-Brandenburg, der EKU und der EKD. Im Jahre 1973 war er Mitbegründer und seit 1990 Vorstandsmitglied der Wissenschaftlichen Gesellschaft für Theologie.

## Veröffentlichungen (Auswahl)
- Praktische Theologie,  Stuttgart, 1994
- Auf dem Weg zu einer diakonischen Gemeinde, Stuttgart 1986
- Der Religionsunterricht in der öffentlichen Schule Preußens, Bochum, 1967
- Die Bremer Reformpädagogik im Streit um d. Religionsunterricht, Dortmund  1961
- Der Bremer Schulstreit als Frage an die Theologie, Münster, 1959